# Gudensberg
Gudensberg település Németországban, Hessen tartományban. Lakosainak száma 10 059 fő (2023. december 31.).

## Népesség
A település népességének változása:
| Lakosok száma | 9532 | 9651 | 9657 | 9815 | 9983 | 10 059 |
|               | 2015 | 2017 | 2019 | 2021 | 2022 | 2023   |